# Kodrąbek
Kodrąbek [kɔˈdrɔmbɛk] (tiếng Đức: Neu Kodram) là một ngôi làng thuộc khu hành chính của Gmina Wolin, thuộc quận Kamień, West Pomeranian Voivodeship, ở phía tây bắc Ba Lan.
Nó nằm khoảng 8 kilômét (5 mi) phía tây bắc của Wolin, 18 km (11 mi) về phía tây nam Kamień Pomorski và 54 km (34 mi) phía bắc thủ đô khu vực Szczecin.
Ngôi làng có dân số 260 người.